# Кофанова
Кофанова — река в России, протекает по Шпаковскому и Грачёвскому районам Ставропольского края. Сливаясь с рекой Ореховой, образует Бешпагирку. Длина реки составляет 17 км, площадь водосборного бассейна 74,7 км². ГКГН считает Кофанову верховьем Бешпагирки.
Берёт начало из родника северо-восточнее посёлка Ясного. Имеет два правых притока, реку Краснова и реку Солёную, а также примыкающую балку Воровскую. В долине реки Кофанова находится бессточное озеро Солёное. Сливается с Ореховой юго-западнее села Бешпагир.
Входит в «Перечень объектов, подлежащих региональному государственному надзору в области использования и охраны водных объектов на территории Ставропольского края», утверждённый постановлением Правительства Ставропольского края от 5 мая 2015 года № 187-п.

## Притоки
Притоки по порядку от устья к истоку:
- река Краснова (пр)[6];
- балка Воровская (пр)[6];
- река Солёная (пр)[6].

К бассейну реки также относится озеро Солёное.

## Данные водного реестра
По данным государственного водного реестра России относится к Донскому бассейновому округу, водохозяйственный участок реки — Калаус, речной подбассейн реки — бассейн притоков Дона ниже впадения Северского Донца. Речной бассейн реки — Дон (российская часть бассейна).
Код объекта в государственном водном реестре — 05010500212108200001022.